# П'єр Тьйолон
П'єр Тьйолон (фр. Pierre Thiolon, 17 січня 1927 — 14 квітня 2014) — французький баскетболіст.
Срібний призер Олімпійських ігор 1948 року.
Бронзовий призер Чемпіонату Європи 1951 року.